# Lilla hamnen
Lilla hamnen är en sjö i Borgholms kommun på Öland och ingår i Ölands huvudavrinningsområde. Lilla hamnen ligger i Högby hamn Natura 2000-område.